# Hercule Poirot
Hercule Poirot är en fiktiv belgisk detektiv huvudsakligen verksam i Storbritannien. Han är huvudperson i en rad detektivromaner och ‑noveller av Agatha Christie och introducerades 1920 i The Mysterious Affair at Styles (svenska: En dos stryknin). Manuskriptet färdigställdes 1916 och skickades till flera förlag, men accepterades inte förrän 1926 av The Bodley Head, som hade haft det i nästan två år.
Poirot är en av Christies mest kända och långvariga karaktärer, som förekommer i 33 romaner, två pjäser (Black Coffee och Alibi) och 51 noveller som publicerades mellan 1920 och 1975.
Christie beskriver Poirot som född i den fransktalande delen av Belgien. Som fullvuxen är han bara cirka 160 cm lång och udda till utseendet. En speciell egenskap är det äggformade huvudet, som lutar något åt ena sidan. Hans välvårdade mustasch beskrivs som imponerande, och i engelsmännens tycke är han slarvig. Han har ett ovanligt sinne för logik, vilket återspeglas i ett systematiskt sätt att leva och en ovanlig förmåga att lösa brott som polisen misstolkar. Samtidigt är han excentrisk i sitt beteende, vilket irriterar många i hans umgängeskrets, inte minst hans närmaste vänner. Han hade en karriär inom den belgiska polisen innan han kom till England som flykting under första världskriget. Här träffar han sin vän och medarbetare kapten Arthur Hastings, som förekommer som berättare i åtta romaner och flera noveller. Poirot bosätter sig senare i romanserien i London, men han är ofta på utlandsresor, och några av hans största framgångar som detektiv inträffar på dessa resor. Hercule Poirot uppskattar klara tankemönster, ordning och logik och löser gåtorna med sina små gråa celler. Till hjälp har han förutom kapten Hastings, även Ariadne Oliver och kommissarie Japp.
Christie publicerade inte det exakta året för Poirots död, men hans sista fall beskrevs av Hastings i 1975 års Ridå – Hercule Poirots sista fall. Som den enda fiktiva karaktären någonsin fick Hercule Poirot sin dödsruna publicerad i New York Times.
Ett flertal av detektivromanerna har blivit film. Skådespelare som Austin Trevor, Martin Gabel, Ian Holm, Alfred Molina, Orson Welles, Tony Randall, Albert Finney, Peter Ustinov, Kenneth Branagh, John Malkovich och David Suchet har spelat Poirot på film och i TV. David Suchet spelade detektiven i 70 avsnitt i TV-serien Poirot mellan åren 1989 och 2013. Albert Finney oscarsnominerades för sin rolltolkning i 1974 års filmatisering av Mordet på Orientexpressen.

## Översikt

### Influenser
Poirots namn härstammar från två andra fiktiva detektiver från den tiden: Marie Belloc Lowndes "Hercule Popeau" och Frank Howel Evans "Monsieur Poiret", en pensionerad fransk polis som bodde i London. Evans Jules Poiret "var liten och ganska kraftig till växten, knappt mer än fem fot, men rörde sig med huvudet högt. De mest anmärkningsvärda dragen i hans huvud var den styva militärmustaschen. Hans kläder var prydliga till perfektion, lite pittoreska och uppriktigt sagt dandifierade." Han åtföljdes av kapten Harry Haven, som hade återvänt till London från ett colombianskt affärsprojekt som slutat i ett inbördeskrig. 
En mer uppenbar influens i de tidiga Poirot-berättelserna är den från Arthur Conan Doyle. I sin självbiografi säger Christie: "Jag skrev fortfarande i Sherlock Holmes-traditionen – excentrisk detektiv, underhuggarassistent, med en Lestrade-typ Scotland Yard-detektiv, kommissarie Japp". Conan Doyle erkände att han baserade sina detektivhistorier på Edgar Allan Poes C. Auguste Dupin och hans anonyma berättare, och att han baserade sin karaktär Sherlock Holmes på Joseph Bell, som i sin användning av "ratiocination" förebådade Poirots tillit till sina "små grå celler". Poirot har också en slående likhet med A. E. W. Masons fiktiva detektiv kommissarie Hanaud från franska Sûreté, som först dök upp i romanen At the Villa Rose från 1910 och föregår den första Poirot-romanen med 10 år.
Christies Poirot var helt klart resultatet av hennes tidiga utveckling av detektiven i hennes första bok, skriven 1916 och publicerad 1920. Det stora antalet flyktingar i landet som hade flytt från den tyska invasionen av Belgien i augusti till november 1914 var en rimlig förklaring till varför en så skicklig detektiv skulle vara tillgänglig för att lösa mysterier på ett engelskt lantställe. Vid tiden för Christies skrivande ansågs det patriotiskt att uttrycka sympati för belgarna,  eftersom invasionen av deras land hade utgjort Storbritanniens casus belli för att gå med i första världskriget, och brittisk krigspropaganda betonade "våldtäkten av Belgien".

### Popularitet
Poirot dök först gången upp i En dos stryknin, publicerad 1920, och sista i Ridå – Hercule Poirots sista fall, publicerad 1975. Efter den senare var Poirot den enda fiktiva karaktären som fick en dödsruna på förstasidan av The New York Times.
År 1930 tyckte Agatha Christie att Poirot var "odräglig", och 1960 tyckte hon att han var ett "avskyvärt, bombastiskt, tröttsamt, egocentriskt litet kryp". Trots detta förblev Poirot en mycket populär karaktär hos allmänheten. Christie uppgav senare att hon vägrade att döda honom och hävdade att det var hennes plikt att producera vad allmänheten gillade.

### Utseende och böjelser
Kapten Arthur Hastings första beskrivning av Poirot:
Han var knappast mer än fem fot och fyra tum men uppförde sig med stor värdighet. Hans huvud hade precis formen av ett ägg, och han lutade det alltid lite åt ena sidan. Hans mustasch var mycket stel och militärisk. Även om allt i hans ansikte var täckt, skulle mustaschspetsarna och den rosa nästippen vara synliga. Prydligheten i hans klädsel var nästan otrolig; Jag tror att ett dammkorn skulle ha orsakat honom mer smärta än en skottskada. Men denne egendomlige, förvirrade lille man, som till min sorg nu haltade illa, hade på sin tid varit en av de mest berömda medlemmarna av den belgiska polisen.
Agatha Christies inledande beskrivning av Poirot i Mordet på Orientexpressen:
Vid trappsteget, som ledde upp till sovvagnen, stod en ung fransk löjtnant, strålande i uniform, och samtalade med en liten man [Hercule Poirot] som var dämpad upp till öronen på vilken ingenting syntes utom en rosenröd näsa och de två spetsarna på en uppåtböjd mustasch.
I de senare böckerna nämns inte hans hälta, vilket tyder på att det kan ha varit en tillfällig krigsskada. (I Ridå erkänner Poirot att han blev sårad när han först kom till England.) Poirot har gröna ögon som upprepade gånger beskrivs som lysande "som en katts" när han får en smart idé, och mörkt hår, som han färgar senare i livet. I Ridå erkänner han för Hastings att han har börjat bära peruk och lösmustasch. Men i många av hans inkarnationer på skärmen är han flintskallig eller börjar bli.
Hans lackskor nämna ofta, vars skador ofta är en källa till elände för honom, men komiska för läsaren. Poirots utseende, som betraktades som sparsmakat under hans tidiga karriär, blir senare hopplöst omodernt.
En av Poirots mest betydelsefulla personliga egenskaper är hans känsliga mage:
Planet sjönk en aning. »Mon estomac», tänkte Hercule Poirot och slöt bestämt ögonen.
Han lider av sjösjuka, och i Den flygande döden uppger han att hans luftsjuka hindrar honom från att vara mer alert vid tiden för mordet. Senare i hans liv får vi veta:
Han hade alltid varit en man som hade tagit sin mage på allvar och han skördade sin belöning på ålderns höst. Att äta var inte bara en fysisk njutning, det var också en intellektuell forskning.
Poirot är extremt punktlig och bär ett fickur nästan till slutet av sin karriär. Han är också noga med sin personliga ekonomi och föredrar att ha ett banksaldo på 444 pund, 4 shilling och 4 pence. Skådespelaren David Suchet, som spelade Poirot på TV, sa att "det är ingen tvekan om att han är tvångsmässig". Kenneth Branagh sa att han "njöt av att hitta den sortens tvångsmässighet" i Poirot.
Som nämns i Ridå and Klockorna är han förtjust i klassisk musik, särskilt Mozart och Bach.

### Metoder
I En dos stryknin fungerar Poirot som en ganska konventionell, ledtrådsbaserad och logisk detektiv, vilket återspeglas i hans vokabulär genom två vanliga fraser: hans användning av "de små grå cellerna" och "ordning och metod". Hastings är irriterad över det faktum att Poirot ibland döljer viktiga detaljer i sina planer, som i De fyra stora. I den romanen hålls Hastings i mörker under hela klimaxen. Denna aspekt av Poirot är mindre tydlig i de senare romanerna, delvis för att det sällan finns en berättare som kan vilseledas.
I Vem var den skyldige?, som fortfarande till stor del är beroende av ledtrådar själv, hånar Poirot en rivaliserande "blodhundsdetektiv" som fokuserar på det traditionella spåret av ledtrådar som etablerats i detektivlitteratur (t.ex. Sherlock Holmes beroende på fotspår, fingeravtryck och cigarraska). Från och med nu etablerar Poirot sin psykologiska bona fide. I stället för att noggrant undersöka brottsplatser undersöker han offrets natur eller mördarens psykologi. Han bygger sina handlingar i de senare romanerna på sitt underliggande antagande att vissa brott begås av vissa typer av människor.
Poirot fokuserar på att få människor att prata. I de tidiga romanerna ikläder han sig rollen som "Papa Poirot", en välvillig biktfader, särskilt för unga kvinnor. I senare verk gjorde Christie en poäng av att Poirot skulle tillhandahålla falsk eller vilseledande information om sig själv eller sin bakgrund för att hjälpa honom att få information. I Dolken från Tunis talar Poirot om en icke-existerande förståndshandikappad brorson för att avslöja information om hem för mentalt olämpliga. I Det stumma vittnet uppfinner Poirot en gammal invalidiserad mor som en förevändning för att undersöka lokala sjuksköterskor. I De fyra stora låtsas Poirot ha (och utger sig för att) ha en identisk tvillingbror vid namn Achille: denna bror nämndes dock igen i Herkules storverk.
"Om jag inte missminner mig – fast mitt minne är inte vad det var – så hade du också en bror som hette Achille, eller hur?" Poirots tankar rusade tillbaka till detaljerna i Achille Poirots karriär. Hade allt detta verkligen hänt? "Bara för en kort tid", svarade han.
Poirot är också villig att framstå som mer främmande eller fåfäng i ett försök att få folk att underskatta honom. Han medger så mycket:
Det är sant att jag kan tala den exakta, idiomatiska engelskan. Men, min vän, att tala den brutna engelskan är en oerhörd tillgång. Det får människor att förakta dig. De säger – en utlänning – han kan inte ens prata engelska ordentligt. ... Jag skryter också! Som engelsman säger han ofta: "En karl som tänker så mycket på sig själv som det kan inte vara mycket värt." Och så, förstår ni, jag fick folk att inte vara på sin vakt.
Han har också en tendens att referera till sig själv i tredje person.
I senare romaner använder Christie ofta ordet "mountebank" när karaktärer beskriver Poirot, vilket visar att han framgångsrikt har utgett sig för att vara en charlatan eller bedragare.
Poirots utredningstekniker hjälper honom att lösa fall. "För i det långa loppet var människor tvungna att avslöja sig själva, antingen genom en lögn eller genom sanning..." I slutet brukar Poirot avslöja sin beskrivning av händelseförloppet och sina slutsatser för ett rum av misstänkta, vilket ofta leder till att den skyldige grips.

## Biografi

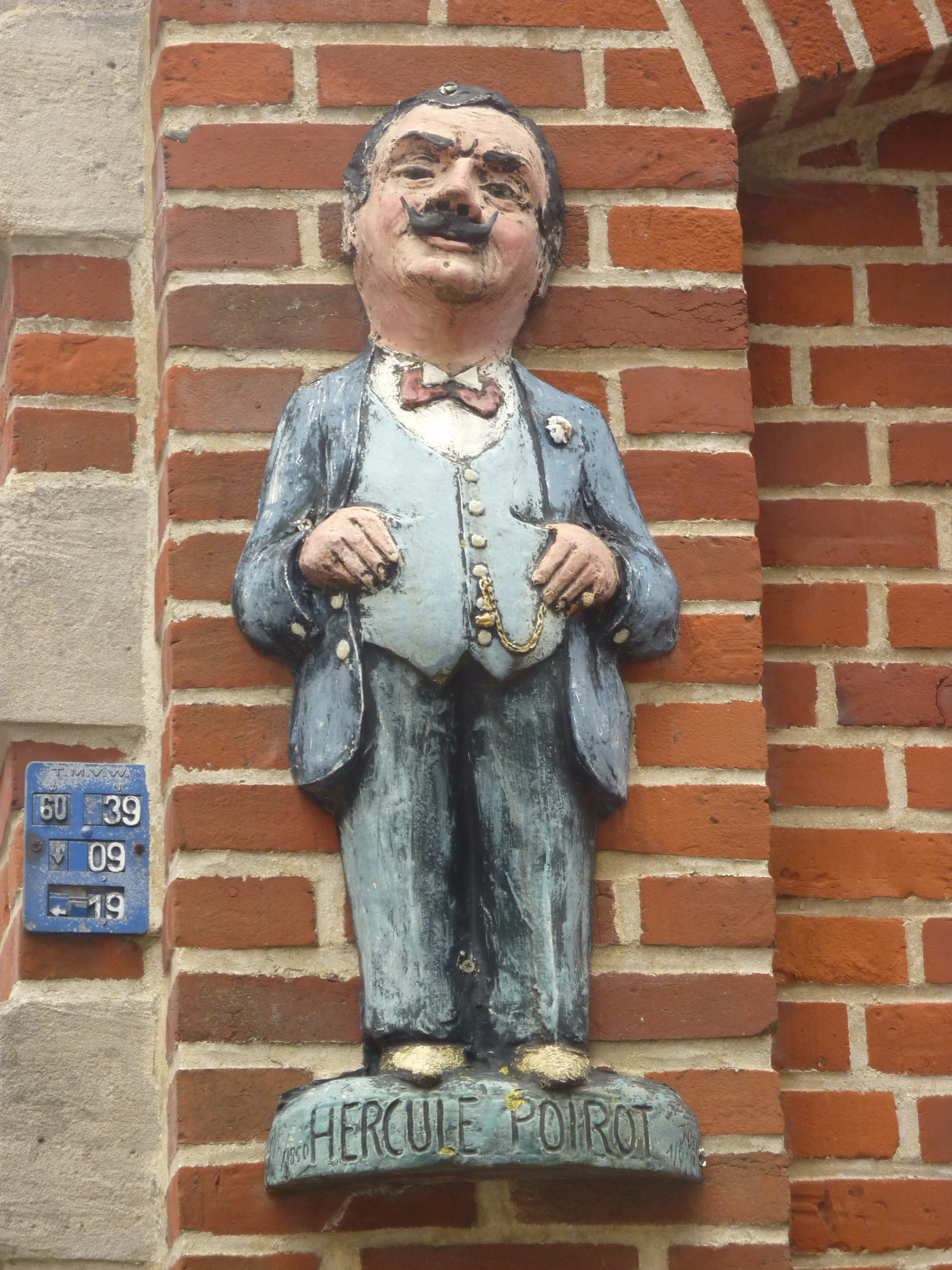
En staty av Poirot i Ellezelles, Belgien

### Ursprung
Christie var avsiktligt vag om Poirots ursprung, eftersom han tros vara en äldre man även i de tidiga romanerna. I sin självbiografi erkände hon att hon redan 1920 föreställde sig att han var en gammal man. Men då visste hon inte att hon skulle skriva verk med honom i decennier framöver.
En kort passage i De fyra stora ger originell information om Poirots födelse eller åtminstone barndom i eller i närheten av staden Spa i Belgien: "Men vi gick inte in i själva Spa. Vi lämnade huvudvägen och slingrade oss in i kullarnas lummiga fästen, tills vi kom fram till en liten by och en enslig vit villa högt uppe på sluttningen." Christie antyder starkt att denna "lugna tillflyktsort i Ardennerna" nära Spa är platsen för familjen Poirots hem. Det finns dock ett visst mysterium kring hans födelse- och barndomsdatum, som Agatha Christie gav information om först efter några år av att ha skapat honom. Den mest detaljerade kommentaren till hans barndom finns i Tragedi i tre akter, där han avslöjar att han som barn hade vuxit upp under fattiga förhållanden med många syskon. Vid flera tillfällen anförtror han Hastings att familjesammanhållning är av yttersta vikt. Det framgår tydligt av de små uttalanden han gör under förhör med misstänkta eller vittnen att modern hade hand om hemmet, och han uttrycker ofta stor respekt för moderns betydelse för barnets uppfostran.
En alternativ tradition säger att Poirot föddes i byn Ellezelles (provinsen Hainaut, Belgien). Några minnesmärken tillägnade Hercule Poirot kan ses i centrum av denna by. Det verkar inte finnas någon hänvisning till detta i Christies skrifter, men staden Ellezelles vårdar en kopia av Poirots födelseattest i ett lokalt minnesmärke som "intygar" Poirots födelse, och namnger hans far och mor som Jules-Louis Poirot och Godelieve Poirot. Problem uppstår dock när hans familjeförhållanden analyseras i detalj. I flera fall låter Christie honom fabricera släktingar som påstås ha varit i samma situation som ett vittne han förhör. I fallet med De fyra stora är det tvillingbrodern Akilles, medan det i andra fall är en handikappad brorson eller farbror.
Christie skrev att Poirot är katolik från födseln, men inte mycket beskrivs om hans senare religiösa övertygelser, förutom sporadiska referenser till att han "gick i kyrkan" och ibland åkallanden av "le bon Dieu". Christie ger inte mycket information om Poirots barndom, utan nämner bara i Tragedi i tre akter att han kommer från en stor familj med liten förmögenhet och har minst en yngre syster. Förutom franska och engelska talar Poirot även tyska flytande.

### Polisman
| ” | Gustave... var inte polis. Jag har haft att göra med poliser i hela mitt liv och jag vet. Han kunde passera som detektiv till en utomstående, men inte till en man som själv var polis. | „ |

— Hercule Poirot, Det erymantiska vildsvinet.
Hercule Poirot var aktiv i Bryssels poliskår fram till 1893. Mycket lite nämns om denna del av hans liv, men i "Det nemeiska lejonet" (1939) hänvisar Poirot till ett belgiskt fall där "en rik tvåltillverkare ... förgiftade sin hustru för att bli fri att gifta sig med sin sekreterare". Eftersom Poirot ofta vilseledde om sitt förflutna för att få information, är sanningshalten i det uttalandet okänd. Det skrämmer dock bort en blivande hustrumördare. I Ridå avslöjar han att han i början av sin karriär var tvungen att skjuta en "desperat brottsling", men senare i livet lyckades han klara sig på egen hand med hjälp av sina "små grå celler". Han arbetade senare i Antwerpen, där han samarbetade med kommissarie Japp 1906. Han hade också deltagit i utredningen av ett fall i Oostende omkring år 1908 och avgick från sin tjänst några år senare.
I novellen "Chokladasken" (1923) avslöjar Poirot för kapten Arthur Hastings en redogörelse för vad han anser vara sitt enda misslyckande. Poirot erkänner att han har misslyckats med att lösa ett brott "oräkneliga" gånger:
| ” | Jag har blivit inkallad för sent. Väldigt ofta har en annan, som arbetar mot samma mål, kommit dit först. Två gånger har jag drabbats av sjukdom, precis när jag var på väg att lyckas. | „ |

Icke desto mindre betraktar han fallet från 1893 i "Chokladasken", som hans enda misslyckande enbart på grund av hans fel. Återigen, Poirot är inte pålitlig som berättare av sin personliga historia och det finns inga bevis för att Christie skissade upp den på djupet. Under sin karriär som polis sköt Poirot en man som sköt från ett tak rakt ut i folkmassan nedanför. I Tretton vid bordet avslöjar Poirot att han lärde sig att läsa skrift upp och ner under sin karriär som polis. Vid den tiden träffade han Xavier Bouc, direktör för Compagnie Internationale des Wagons-Lits.
Kommissarie Japp ger en inblick i Poirots karriär inom den belgiska polisen när han presenterar honom för en kollega:
Har ni hört mig tala om Poirot? Det var 1904 som han och jag arbetade tillsammans – Abercrombie-förfalskningsfallet – ni minns att han blev överkörd i Bryssel. Ah, det var på den tiden Moosier. Kommer du då ihåg "baronen" Altara? Det var en ganska skurk för dig! Han gäckade halva polisen i Europa. Men vi fick fast honom i Antwerpen – tack vare herr Poirot här.
I De två ledtrådarna nämner Poirot att han var polischef i Bryssel, tills "det stora kriget" (första världskriget) tvingade honom att fly till England.

### Privatdetektiv
Under första världskriget lämnade Poirot Belgien för England som flykting, även om han återvände några gånger. Han fick uppdrag för den brittiska underrättelsetjänsten och några framstående fall som privatdetektiv. Den 16 juli 1916 träffade han återigen sin livslånga vän kapten Arthur Hastings och löste det första av sina fall som publicerades, En dos stryknin. Det är tydligt att Hastings och Poirot redan är vänner när de möts i kapitel 2 av romanen, eftersom Hastings berättar för Cynthia att han inte har sett honom på "några år". I TV-serien Agatha Christies Poirot avslöjar Hastings att de träffades i ett skjutningsfall där Hastings var misstänkt. Detaljer som datumet 1916 för fallet och att Hastings hade träffat Poirot i Belgien ges i Ridå, kapitel 1. 1925 drar sig Poirot tillbaka och blir pensionär, men kort därefter tar han sig dock an ett annat fall i byn King's Abbot, där han har bosatt sig för att odla pumpor. Utredningen berättas av Dr. Sheppard, eftersom Hastings under tiden hade gift sig och bosatt sig i Argentina. Redan året därpå dyker Poirot upp i De fyra stora, som är en atypisk jakt för den lille belgaren på ett världsomspännande brottssyndikat. Handlingen utspelar sig på flera kontinenter och pågår under nästan ett år. Detta fall berättas av Hastings, som i själva verket hade återvänt till England i affärssyfte, men föredrar att följa Poirot. Det framgår också tydligt av Hastings kommentarer att jakten på syndikatets uppbackare ägde rum året före händelserna i Dolken från Tunis.
Efter det fallet ska Poirot ha uppmärksammats av den brittiska underrättelsetjänsten och tagit på sig uppdrag för den brittiska regeringen, bland annat för att ha avvärjt försöket att föra bort premiärministern. Läsarna fick veta att de brittiska myndigheterna hade fått kännedom om Poirots skarpa utredningsförmåga från vissa medlemmar av Belgiens kungafamilj.
Så tidigt som 1928 återupptog Poirot sin karriär som privatdetektiv med utredningen av Mysteriet på Blå tåget. Hans intresse för att samarbeta med underrättelsetjänsten avtar samtidigt, och han medger att han vid denna tid uppfattar politiska intriger som mindre intressanta än "ett snyggt, litet mord". Till följd av detta vägrade han bland annat att bistå den brittiske inrikesministern i ett fall som var svårt för regeringen. Hastings, som återigen är på besök i England, är mycket chockad över hans inställning. "Upplösningen av ett fall som det som skisseras här kunde ha kastat ytterligare glans över hans världsberömmelse."
Efter kriget blev Poirot privatdetektiv och började ta sig an civila fall. Han flyttade in i det som kom att bli både hans hem- och arbetsadress, Flat 203 på 56B Whitehaven Mansions. Hastings besöker lägenheten för första gången när han återvänder till England i juni 1935 från Argentina i ABC-morden, kapitel 1. TV-programmen placerar detta i Florin Court, Charterhouse Square, i fel del av London. Enligt Hastings valdes den av Poirot "helt och hållet på grund av dess strikta geometriska utseende och proportioner" och beskrevs som "den nyaste typen av servicelägenhet". Hans första fall under denna period var "Mordet på maskeradbalen", som gjorde det möjligt för Poirot att komma in i societeten och börja sin karriär som privatdetektiv. Mellan världskrigen reste Poirot runt i Europa och Mellanöstern för att utreda brott och lösa mord. De flesta av hans fall inträffade under den här tiden, och han stod på höjden av sin kraft vid den här tidpunkten i sitt liv. I Vem var den skyldige? ställer belgaren sina grå celler mot en fransk mördare. I Mellanöstern löste han fallen Döden på Nilen och Mord i Mesopotamien med lätthet, och överlevde till och med Döden till mötes. När han passerade genom Östeuropa på sin återresa löste han Mordet på Orientexpressen. Han reste inte till Afrika eller Asien, förmodligen för att undvika sjösjuka.
Det var under denna tid han träffade grevinnan Vera Rossakoff, en glamorös juveltjuv. Grevinnans historia är, liksom Poirots, genomsyrad av mystik. Hon hävdar att hon var medlem av den ryska aristokratin före den ryska revolutionen och led svårt av det, men hur mycket av den historien som är sann är en öppen fråga. Till och med Poirot erkänner att Rossakoff gav vitt skilda skildringar av hennes tidiga liv. Poirot blev senare förälskad i kvinnan och lät henne fly från rättvisan.
Det är de små, precisa männens olycka att alltid längta efter stora och flamboyanta kvinnor. Poirot hade aldrig kunnat frigöra sig från den ödesdigra fascination som grevinnan hyste för honom.
Även om det var moraliskt tvivelaktigt att låta grevinnan fly, var det inte ovanligt. I Det nemeiska lejonet ställde sig Poirot på brottslingens sida, Miss Amy Carnaby, vilket gjorde det möjligt för henne att undgå åtal genom att utpressa hans klient Sir Joseph Hoggins, som Poirot upptäckte hade planer på att begå mord. Poirot skickade till och med Miss Carnaby 200 pund som en sista utbetalning innan hennes kidnappningskampanj var över. I Dolken från Tunis lät Poirot mördaren undkomma rättvisan genom självmord och undanhöll sedan sanningen för att skona känslorna hos mördarens släktingar. I Augeas stall hjälpte han regeringen att dölja den omfattande korruptionen. I Mordet på Orientexpressen lät Poirot mördarna gå fria efter att ha upptäckt att tolv olika personer deltog i mordet, var och en knivhögg offret i en mörklagd vagn, efter att ha drogat honom till medvetslöshet så att det inte fanns något sätt för någon att definitivt avgöra vem av dem som faktiskt utdelade det dödande slaget. Offret hade begått ett avskyvärt brott som ledde till minst fem människors död, och det var inte tal om hans skuld, men han hade frikänts i Amerika i ett justitiemord. Poirot ansåg att det var poetiskt rättvist att tolv jurymedlemmar hade frikänt honom och tolv personer hade knivhuggit honom, och tog fram ett alternativt händelseförlopp för att förklara dödsfallet med en okänd passagerare på tåget, och rättsläkaren gick med på att manipulera sin egen rapport för att stödja denna teori.
Efter sina fall i Mellanöstern återvände Poirot till Storbritannien. Bortsett från några av de så kallade Herkulesverken (se nästa avsnitt) reste han mycket sällan utomlands under sin senare karriär. Han flyttade till Styles Court mot slutet av sitt liv. Även om Poirot vanligtvis fick bra betalt av kunder, var han också känd för att ta sig an fall som väckte hans nyfikenhet, även om de inte betalade bra. Poirot visar en kärlek till ångtåg, vilket Christie kontrasterar med Hastings kärlek till bilar: detta visas i Plymouth-expressen, Mysteriet på Blå tåget, Mordet på Orientexpressen och ABC-morden. I TV-serien syns ånglok i nästan alla avsnitt.

### Pensionering
Förvirring råder kring Poirots pensionering. De flesta av de fall som Poirots privatdetektivbyrå tar upp utspelar sig innan han går i pension för att försöka odla pumpor, varpå han löser mordet på Roger Ackroyd. Det har sagts att de tolv fall som skildras i Herkules storverk (1947) måste syfta på en annan pensionering, men det faktum att Poirot uttryckligen säger att han har för avsikt att odla pumpor tyder på att dessa historier också utspelar sig före Roger Ackroyd, och förmodligen stängde Poirot sin agentur när han hade avslutat dem. I "Upphämtandet av Cerberos" nämns särskilt den tjugoåriga klyftan mellan Poirots tidigare möte med grevinnan Rossakoff och detta. Om Storverken föregår händelserna i Roger Ackroyd, då måste Ackroyd-fallet ha ägt rum ungefär tjugo år senare än det publicerades, och det måste även något av de fall som hänvisar till det. Ett alternativ skulle vara att Poirot är fast besluten att göra ett nytt försök, efter att ha misslyckats med att odla pumpor en gång, men detta förnekas specifikt av Poirot själv.
I "Det eyrmantiska vildsvinet" sägs en karaktär ha blivit utvisad från Österrike av nazisterna, vilket antyder att händelserna i Herkules storverk ägde rum efter 1937. Ett annat alternativ skulle vara att föreslå att förordet till Storverken äger rum vid ett datum men att arbetet avslutas under en period av tjugo år. Ingen av förklaringarna är särskilt tilltalande. I termer av en rudimentär kronologi talar Poirot om att dra sig tillbaka för att odla märg i kapitel 18 av De fyra stora (1927) vilket placerar den romanen ur publicerad ordning före Dolken från Tunis. Han avböjer att lösa ett fall för inrikesministern eftersom han är pensionerad i kapitel ett av Badortsmysteriet (1932). Han har förvisso gått i pension vid tiden för Tragedi i tre akter (1935), men han njuter inte av sin pensionering och tar sig upprepade gånger därefter an fall när hans nyfikenhet är engagerad. Han fortsätter att ha sin sekreterare Miss Lemon vid tiden för de fall som återberättas i Mord klockan fem och Död mans fåfänga, som utspelar sig i mitten av 1950-talet. Det är därför bättre att anta att Christie inte gav någon auktoritativ kronologi för Poirots pensionering, utan antog att han antingen kunde vara en aktiv detektiv, en konsulterande detektiv eller en pensionerad detektiv beroende på behoven i det omedelbara fallet.
Ett genomgående drag i Poirots pensionering är att hans berömmelse minskar under den, så att han i de senare romanerna ofta blir besviken när karaktärer, särskilt yngre, varken känner igen honom eller hans namn:
| ” | — Jag borde kanske berätta litet mer om mig själv, madame. Jag är Hercule Poirot." Avslöjandet lämnade fru Summerhayes oberörd. "Vilket vackert namn", sa hon vänligt. "Grekiska, eller hur? | „ |

### Efter andra världskriget
Poirot är mindre aktiv under de fall som utspelar sig i slutet av hans karriär. Från och med Tragedi i tre akter (1934) hade Christie under mellankrigstiden fulländat en subgenre av Poirots romaner där detektiven själv tillbringade en stor del av den första tredjedelen av romanen i händelsernas periferi. I romaner som Högt vatten, Begravningar är farliga och Hickory Dickory Dock, är han ännu mindre framträdande, och lämnar ofta över uppgifterna som huvudförhörande detektiv till en bikaraktär. I Katt bland duvor kommer Poirot så sent att det nästan är en efterhandskonstruktion. Om detta var en återspegling av hans ålder eller av Christies avsmak för honom är omöjligt att bedöma. Konstiga huset (1949) och Prövad oskuld (1957), som lätt kunde ha varit Poirot-romaner, representerar en logisk slutpunkt för den allmänna minskningen av hans närvaro i sådana verk.
Mot slutet av sin karriär blir det tydligt att Poirots pensionering inte längre är en bekväm fiktion. Han antar en genuint inaktiv livsstil under vilken han ägnar sig åt att studera kända olösta fall från det förflutna och läsa detektivromaner. Han skriver till och med en bok om deckare där han går hårt åt Edgar Allan Poe och Wilkie Collins. I brist på ett lämpligare pussel löser han sådana obetydliga hushållsgåtor som förekomsten av tre bitar apelsinskal i hans paraplystånd.
Det är rimligt att anta att hans skapare blir alltmer förvirrad av vulgarismen hos den uppväxande generationens ungdomar. I Hickory Dickory Dock undersöker han de märkliga händelserna på ett studenthem, medan han i Tredje flickan (1966) tvingas komma i kontakt med den smarta uppsättningen av Chelsea-ungdomar. I sextiotalets växande drog- och populärkultur visar han vad han går för, men har blivit starkt beroende av andra utredare, särskilt privatdetektiven Mr. Goby, som ger honom ledtrådar som han inte längre kan samla in själv.
| ”                                                            | -Du är för gammal. Ingen sa till mig att du var så gammal. Jag vill verkligen inte vara oförskämd men – så är det. Du är för gammal. Jag är verkligen väldigt ledsen. | „ |
| – - Norma Restarick till Poirot i Tredje flickan, kapitel 1, | |   |

Noterbart är att under denna tid förändras hans fysiska egenskaper också dramatiskt, och när Arthur Hastings möter Poirot igen i Ridå ser han väldigt annorlunda ut än sina tidigare utseenden, efter att ha blivit smal med åldern och med uppenbart färgat hår.

### Död
I TV-serien som ITV gjorde dog Poirot i oktober 1949 av komplikationer av ett hjärtfel i slutet av Ridå. Detta ägde rum på Styles Court, skådeplatsen för hans första engelska fall 1916. I Christies romaner levde han fram till början av 1970-talet, kanske till och med fram till 1975 då Ridå publicerades. I Ridå blev Poirot själv en mördare, för att förhindra ytterligare mord anstiftade av en man som manipulerade andra att döda för honom, subtilt och psykologiskt manipulerade de ögonblick då andra vill begå mord så att de utför brottet när de annars skulle avfärda sina tankar som inget annat än en tillfällig passion. Poirot avrättade mannen, annars skulle han ha fortsatt med sina handlingar och aldrig blivit dömd. Poirot själv dog kort efter att ha begått mord. Han hade flyttat sina amylnitrittabletter utom räckhåll, möjligen på grund av skuldkänslor. Poirot själv noterade att han ville döda sitt offer strax före sin egen död så att han kunde undvika att ge efter för mördarens arrogans, eftersom han var orolig för att han skulle se sig själv som berättigad att döda dem som han ansåg nödvändiga att eliminera.
Det avslöjas i slutet av Ridå att han fejkar sitt behov av en rullstol för att lura folk att tro att han lider av artrit, för att ge intrycket att han är mer sjuk än han är. Hans sista nedtecknade ord är "Cher ami!", som han sa till Hastings när kaptenen lämnade sitt rum. TV-versionen tillägger att när Poirot dör ensam viskar han ut sin sista bön till Gud med dessa ord: "Förlåt mig... förlåta...". Poirot begravdes i Styles, och hans begravning arrangerades av hans bästa vän Hastings och Hastings dotter Judith. Hastings resonerade: "Här var platsen där han hade bott när han först kom till det här landet. Han skulle ligga här till sist." Poirots faktiska död och begravning inträffade i Ridå, flera år efter att han dragit sig tillbaka från den aktiva utredningen, men det var inte första gången som Hastings deltog i begravningen av sin bästa vän. I De fyra stora (1927) fejkade Poirot sin död och efterföljande begravning för att inleda en överraskningsattack mot de fyra stora.

## Återkommande karaktärer

### Kapten Arthur Hastings
Hastings, en före detta brittisk arméofficer, träffar Poirot under Poirots år som polis i Belgien och nästan omedelbart efter att de båda anlänt till England. Han blir Poirots livslånga vän och dyker upp i många fall. Poirot betraktar Hastings som en medioker privatdetektiv, inte särskilt intelligent, men ändå hjälpsam i sitt sätt att låta sig luras av brottslingen eller se saker på det sätt som genomsnittsmänniskan skulle se dem och för hans tendens att omedvetet "snubbla" över sanningen. Hastings gifter sig och får fyra barn – två söner och två döttrar. Som en lojal, om än något naiv följeslagare, är Hastings för Poirot vad Watson är för Sherlock Holmes.
Hastings är kapabel till stort mod och möter döden orubbligt när han konfronteras med De fyra stora och visar orubblig lojalitet mot Poirot. Men när han tvingas välja mellan Poirot och sin fru i den romanen, väljer han till en början att förråda Poirot för att skydda sin fru. Senare säger han dock åt Poirot att dra sig tillbaka och fly från fällan. De två är ett tätt team tills Hastings träffar och gifter sig med Dulcie Duveen, en vacker music hall-artist som är hälften så gammal som han själv, efter att ha utrett mordet i Vem var den skyldige?. De emigrerade senare till Argentina och lämnade Poirot kvar som en "mycket olycklig gammal man". Poirot och Hastings återförenas i romanerna De fyra stora, Badortsmysteriet, ABC-morden, Tretton vid bordet och Det stumma vittnet, när Hastings anländer till England för affärer, och Poirot noterar i ABC-morden att han tycker om att ha Hastings vid sin sida eftersom han känner att han alltid har sina mest intressanta fall med Hastings. De två samarbetar för sista gången i Ridå när den till synes handikappade Poirot ber Hastings att hjälpa honom i hans sista fall. När mördaren de jagar nästan manipulerar Hastings till att begå mord, beskriver Poirot detta i sitt sista avskedsbrev till Hastings som katalysatorn som fick honom att eliminera mannen själv, eftersom Poirot visste att hans vän inte var en mördare och vägrade låta en man som var kapabel att manipulera Hastings på ett sådant sätt fortsätta.

### Mrs Ariadne Oliver
Deckarförfattaren Ariadne Oliver är Agatha Christies humoristiska självkarikatyr. Liksom Christie är hon inte överdrivet förtjust i den detektiv som hon är mest känd för att ha skapat – i Ariadnes fall den finske detektiven Sven Hjerson. Vi får aldrig veta något om hennes man, men vi vet att hon hatar alkohol och offentliga framträdanden och har en stor förkärlek för äpplen, tills hon blir avskräckt av dem på grund av händelserna i Mord på Allhelgonadagen. Hon har för vana att ständigt byta frisyr. I varje framträdande av henne görs mycket av hennes kläder och hattar. Hennes hembiträde Maria hindrar den offentliga tillbedjan från att bli en alltför stor börda för hennes arbetsgivare, men gör ingenting för att hindra henne från att bli en alltför stor börda för andra. Hon har skrivit mer än 56 romaner och ogillar starkt att folk ändrar hennes karaktärer. Hon är den enda i Poirots universum som har noterat att "Det är inte naturligt att fem eller sex personer är på plats när B mördas och alla har ett motiv för att döda B." Hon träffade Poirot för första gången i berättelsen Korten på bordet och har stört honom sedan dess.

### Miss Felicity Lemon
Poirots sekreterare miss Felicity Lemon har få mänskliga svagheter. De enda misstagen hon gör i serien är ett skrivfel under händelserna i Hickory Dickory Dock och att hon skickade en elräkning felaktigt, även om hon var orolig för konstiga händelser kring sin syster som arbetade på ett studenthem vid den tiden. Poirot beskrev henne som "Otroligt ful och otroligt effektiv. Allt som hon nämnde som värt att ta hänsyn till var oftast värt att ta hänsyn till." Hon är expert på nästan allt och planerar att skapa det perfekta arkiveringssystemet. I The Agatha Christie Hour spelades hon av Angela Easterling, medan hon i Agatha Christies Poirot spelades av Pauline Moran (där hon framställdes som effektiv, prudentlig och blygsam, men inte på långt när "otroligt ful".) Vid ett flertal tillfällen ansluter hon sig till Poirot i hans förfrågningar eller söker svar ensam på hans begäran.

### Kommissarie James Harold Japp
Japp är inspektör vid Scotland Yard och förekommer i många av de berättelser där han försöker lösa fall som Poirot arbetar med. Japp är utåtriktad, högljudd och ibland hänsynslös av naturen, och hans förhållande till den förfinade belgaren är en av de märkligare aspekterna av Poirots värld. Han träffade Poirot för första gången i Belgien 1904, under Abercrombie-förfalskningen. Senare samma år gick de samman igen för att jaga en brottsling känd som Baron Altara. De träffas också i England där Poirot ofta hjälper Japp och låter honom ta åt sig äran i utbyte mot speciella tjänster. Dessa tjänster brukar innebära att Poirot förses med andra intressanta fall. I Agatha Christies Poirot spelades Japp av Philip Jackson. I filmen 13 vid bordet (1985), baserad på Tretton vid bordet, togs rollen som Japp av skådespelaren David Suchet, som senare skulle spela Poirot i ITV-filmatiseringarna.

## Betydande romaner
Poirot-böckerna tar läsaren genom hela hans liv i England, från den första boken (En dos stryknin), där han är en flykting som bor på Styles, till den sista Poirot-boken (Ridå – Hercule Poirots sista fall), där han besöker Styles före sin död. Däremellan löser Poirot fall även utanför England, bland annat hans mest kända fall, Mordet på Orientexpressen (1934). Hercule Poirot blev känd 1926 med publiceringen av Dolken från Tunis, vars överraskande lösning visade sig vara kontroversiell. Romanen är fortfarande bland de mest kända av alla detektivromaner: Edmund Wilson anspelar på den i titeln på sin välkända attack på detektivromanen, "Vem bryr sig om vem som dödade Roger Ackroyd?" Bortsett från Roger Ackroyd utkom de mest kritikerrosade Poirot-romanerna mellan 1932 och 1942, inklusive Mordet på Orientexpressen (1934); ABC-morden (1935); Korten på bordet (1936); och Döden på Nilen (1937), en berättelse om flera mord på en Nilångare. Döden på Nilen bedömdes av den berömde deckarförfattaren John Dickson Carr som en av de tio största mysterieromanerna genom tiderna.
Romanen Fem små grisar från 1942, i vilken Poirot undersöker ett mord som begåtts sexton år tidigare genom att analysera olika berättelser om tragedin, har kallats "den bästa Christie av alla" av kritikern och deckarförfattaren Robert Barnard. År 2014 utökades Poirot-kanon av Sophie Hannah, den första författaren som fick i uppdrag av Christie-boet att skriva en originalberättelse. Romanen hette Monogrammorden och utspelade sig i slutet av 1920-talet, vilket placerar den kronologiskt mellan Mysteriet på Blå tåget och Badortsmysteriet. En andra Hannah-skriven Poirot kom ut 2016, Stängd kista, en tredje 2018, Ett delat mysterium, en fjärde 2021 Morden på Kingfisher Hill och en femte 2023 Hercule Poirots stilla natt (2023).

## Gestaltningar

### Scen
Den första skådespelaren att porträttera Poirot var Charles Laughton. Han dök upp på West End 1928 i pjäsen Alibi, som hade anpassats av Michael Morton efter romanen Dolken från Tunis. År 1932 framfördes pjäsen som The Fatal Alibi på Broadway. En annan Poirot-pjäs, Black Coffee, hade premiär i London på Embassy Theatre den 8 december 1930 och hade Francis L. Sullivan i huvudrollen som Poirot.
Black Coffee återupplivades av The Agatha Christie Theatre Company för en omfattande turné i Storbritannien 2014. Poirot spelades till en början av Robert Powell, och Jason Durr tog senare över rollen halvvägs in i speltiden.
Den amerikanske dramatikern Ken Ludwig bearbetade Mordet på Orientexpressen till en pjäs som hade premiär på McCarter Theatre i Princeton, New Jersey den 14 mars 2017. Den hade den engelske skådespelaren Allan Corduner i rollen som Hercule Poirot. En brittisk produktion från 2022 hade Henry Goodman i huvudrollen. En ny turnerande produktion kommer att ha Michael Maloney i huvudrollen som Poirot.
Andra kända skådespelare som har porträtterat Poirot på scen är Ronnie Barker, Leonard Rossiter, Ronald Magill, Patrick Cargill och Alfred Marks.

### Film

#### Austin Trevor
Austin Trevor debuterade med rollen som Poirot på vita duken i den brittiska filmen Alibi från 1931. Filmen var baserad på teaterpjäsen med samma namn. Trevor repriserade rollen som Poirot två gånger, i Black Coffee 1931 och Tretton vid bordet 1934. Trevor sa en gång att han förmodligen fick rollen som Poirot bara för att han kunde göra en fransk accent. Noterbart är att Trevors Poirot inte hade någon mustasch. Leslie S. Hiscott regisserade de två första filmerna och Henry Edwards tog över för den tredje.

#### Tony Randall
Tony Randall spelade Poirot i Den mystiska blondinen, en film från 1965 som också är känd som The ABC Murders. Detta var mer en satir över Poirot än en rak adaption och var mycket förändrad från originalet. En stor del av berättelsen, som utspelar sig i modern tid, spelades upp som komedi, där Poirot utreder morden samtidigt som han undviker försöken från Hastings (Robert Morley) och polisen att få ut honom ur England och tillbaka till Belgien.

#### Albert Finney
Albert Finney spelade Poirot 1974 i filmversionen av Mordet på Orientexpressen. Finney den enda skådespelaren som fått en Oscarsnominering för rollen som Poirot, även om han inte vann.

#### Peter Ustinov
Peter Ustinov spelade Poirot sex gånger, med början i Döden på Nilen (1978). Han repriserade rollen i Mord på ljusa dagen (1982) och Döden till mötes (1988). Christies dotter Rosalind Hicks observerade Ustinov under en repetition och sade: "Det där är inte Poirot! Han är inte alls sådan!" Ustinov hörde det och anmärkte: "Det är han nu!".
Han dök återigen upp som Poirot i tre TV-filmer: 13 vid bordet (1985), Död mans fåfänga (1986) och Tragedi i tre akter (1986). Tidigare filmatiseringar utspelade sig under den tid då romanerna skrevs, men dessa TV-filmer utspelade sig i samtiden. Den första av dessa var baserad på Tretton vid bordet och gjordes av Warner Bros. I huvudrollen sågs även Faye Dunaway, med David Suchet som kommissarie Japp, precis innan Suchet började spela Poirot. David Suchet anser att hans prestation som Japp är "möjligen den sämsta prestationen i [hans] karriär".

#### Kenneth Branagh
Kenneth Branagh spelade Poirot i filmatiseringar av Mordet på Orientexpressen 2017, Döden på Nilen 2022 och Mord i Venedig 2023, baserad på romanen Mord på Allhelgonadagen. Branagh regisserade alla tre och samproducerade dem tillsammans med Ridley Scott. De är alla skrivna av Michael Green.

#### Andra
- Anatoly Ravikovich, Zagadka Endkhauza (1989; baserad på "Badortsmysteriet")
- Pál Mácsai, A titokzatos stylesi eset (2023; baserad på "En dos stryknin")

### Television

#### David Suchet
David Suchet spelade huvudrollen som Poirot i ITV-serien Agatha Christie's Poirot från 1989 till juni 2013, då han meddelade att han skulle ta farväl av rollen. "Ingen kunde då ha gissat att serien skulle sträcka sig över ett kvarts sekel eller att den klassiskt skolade Suchet skulle fullborda hela katalogen av deckare med den excentriske belgiske utredaren, inklusive 33 romaner och dussintals noveller." Hans sista framträdande i serien var i en version av Ridå, som sändes den 13 november 2013.
Författarna till "Binge!"-artikeln i Entertainment Weekly december 2014/januari 2015) valde Suchet som "Bästa Poirot" i tidslinjen för "Hercule Poirot & Miss Marple".
Avsnitten spelades in på olika platser i Storbritannien och utomlands (till exempel "Triangle at Rhodes" och "Problem at Sea")), medan andra scener spelades in i Twickenham Studios.

#### Andra
- Heini Göbel, (1955; en filmatisering av Mordet på Orientexpressen för den västtyska TV-serien Die Galerie der großen Detektive)
- José Ferrer, Hercule Poirot (1961; TV-pilot som inte har sänts, MGM; adaption av "Mr Davenheim försvinner")
- Martin Gabel, General Electric Theatre (1962-04-01; filmatisering av "Mr Davenheim försvinner")
- Horst Bollmann, Black Coffee 1973
- Ian Holm, Murder by the Book, 1986
- Arnolds Liniņš, Slepkavība Stailzā (En dos stryknin), 1990
- Hugh Laurie, Spice World, 1997
- Alfred Molina, Mordet på Orientexpressen, 2001
- Konstantin Raikin, Neudacha Puaro (2002; baserad på "Dolken från Tunis")
- Anthony O'Donnell, Agatha Christie: Ett liv i bilder, 2004
- Shirō Itō (Takashi Akafuji), Meitantei Akafuji (Detektiven Takashi Akafuji), 2005
- Mansai Nomura (Takeru Suguro), Orient Kyūkō Satsujin Jiken (Mordet på Orientexpressen), 2015; Kuroido Goroshi (Mordet på Kuroido), 2018 (baserad på "Dolken från Tunis"); Shi to no Yakusoku, 2021 (baserat på Döden till mötes¨¨)
- John Malkovich spelade Poirot i BBC:s filmatisering av ABC-morden från 2018.[88]

### Anime
År 2004 producerade det japanska public service-bolaget NHK en animeserie på 39 avsnitt med titeln Agatha Christie's Great Detectives Poirot and Marple, samt en mangaserie med samma titel som släpptes 2005. Serien, som är en adaption av flera av de mest kända berättelserna om Poirot och Miss Marple, sändes från den 4 juli 2004 till den 15 maj 2005, och i upprepade repriser på NHK och andra nätverk i Japan. Poirots röst gjordes av Kōtarō Satomi och Miss Marples röst av Kaoru Yachigusa.

### Radio
Från 1985 till 2007 producerade BBC Radio 4 en radioserie av tjugosju dramatiseringar av Poirots romaner och noveller, anpassade av Michael Bakewell och regisserade av Enyd Williams. Tjugofem av dessa hade John Moffatt i huvudrollen som Poirot; Maurice Denham och Peter Sallis spelade Poirot på BBC Radio 4 i de två första dramatiseringarna, Mysteriet på Blå tåget och i Hercule Poirots jul.
År 1939 dramatiserade Orson Welles och the Mercury Theatre Dolken från Tunis på CBS:s Campbell Playhouse.
Den 6 oktober 1942 sände den veckovisa radioserien Murder Clinic "The Tragedy at Marsden Manor" med Maurice Tarplin i huvudrollen som Poirot.
En radioserie från 1945 med minst 13 halvtimmeslånga avsnitt (av vilka ingen verkar ha adapterat några Christie-historier) förflyttade Poirot från London till New York och hade karaktärsskådespelaren Harold Huber i huvudrollen, kanske mer känd för sina framträdanden som polis i olika Charlie Chan-filmer. Den 22 februari 1945, "i ett tal från London, introducerade Agatha Christie den första sändningen av Poirot-serien på kortvåg".
En version av Murder in the Mews sändes på BBC Light Programme i mars 1955 med Richard Bebb i huvudrollen som Poirot. Detta program troddes vara förlorat, men upptäcktes i BBC:s arkiv 2015.

### Annat ljud
År 2017 släppte ljudbokstjänsten Audible en originalljudsversion av Mordet på Orientexpressen med Tom Conti som Poirot. I rollerna fanns Jane Asher som Mrs. Hubbard, Jay Benedict som Monsieur Bouc, Ruta Gedmintas som grevinnan Andrenyi, Sophie Okonedo som Mary Debenham, Eddie Marsan som Ratchett, Walles Hamonde som Hector MacQueen, Paterson Joseph som överste Arbuthnot, Rula Lenska som prinsessan Dragimiroff och Art Malik som berättare. Enligt förlagets sammanfattning på Audible.com "spelades ljudeffekter in på själva Orientexpressen".
År 2021 producerade L.A. Theatre Works en adaption av Vem var den skyldige?, dramatiserad av Kate McAll. Alfred Molina spelade huvudrollen som Poirot och Simon Helberg som Hastings.

### TV-spel
I TV-spelen Agatha Christie - Hercule Poirot: The First Cases och Agatha Christie - Hercule Poirot: The London Case, görs Poirots röst av Will De Renzy-Martin.

### Parodier och referenser

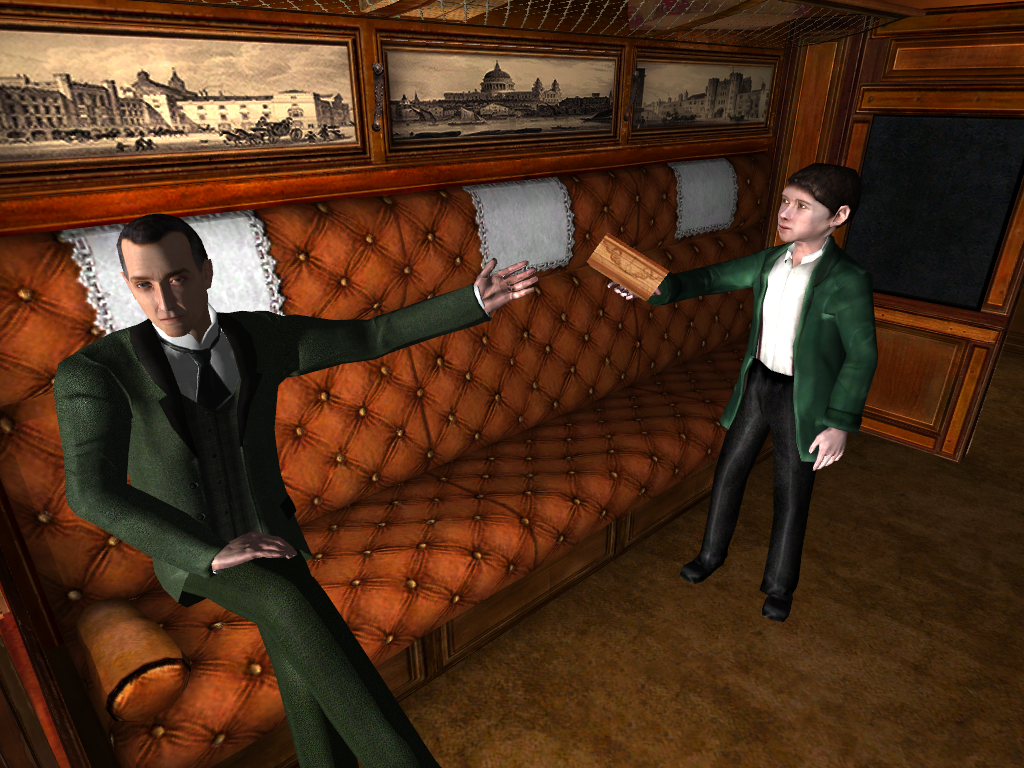
Holmes och Poirot i Sherlock Holmes: The Awakened (2007)

Parodier på Hercule Poirot har dykt upp i ett antal filmer, bland annat:
- Filmen Rosa Panterns hämnd, där Poirot gör ett cameoframträdande på ett mentalsjukhus, porträtterad av Andrew Sachs och påstår sig vara "den största detektiven i hela Frankrike, den största i hela världen".
- Neil Simons Släpp deckarna loss, det är mord, där "Milo Perrier" spelas av den amerikanske skådespelaren James Coco.
- Filmen The Strange Case of the End of Civilization as We Know It från 1977 (1977).
- Filmen Spice World, där Hugh Laurie spelar Poirot.

I äventyrsspelet Sherlock Holmes: The Awakened dyker Poirot upp som en ung pojke på tåget som transporterar Sherlock Holmes och doktor Watson. Holmes hjälper pojken att öppna en pussellåda, och Watson ger pojken råd om hur han ska använda sina "små grå celler".
I bokserien Geronimo Stilton är karaktären Hercule Poirat inspirerad av Hercule Poirot.
Det belgiska bryggeriet Brasserie Ellezelloise gör en stout som heter Hercule med en mustaschprydd karikatyr av Hercule Poirot på etiketten.
I säsong 2, avsnitt 4 av TVFPlays indiska webbserie Permanent Roommates, hänvisar en av karaktärerna till Hercule Poirot som sin inspiration medan hon försöker lösa mysteriet med den otrogna maken. Under hela avsnittet hånas hon som Hercule Poirot och Agatha Christie av de misstänkta. TVFPlay sände också en parodi på det indiska TV-spänningsdramat CID som "Qissa Missing Dimaag Ka: C.I.D Qtiyapa". I det första avsnittet, när Ujjwal visas för att leta efter de bästa detektiverna i världen, dyker David Suchet upp som Poirot i hans sökande.

## Romaner där Hercule Poirot är huvudperson
H = medverkan av vännen Arthur Hastings

- 1920 – En dos stryknin (The Mysterious Affair at Styles) (H)
- 1923 – Vem var den skyldige? (The Murder on the Links) (H)
- 1925 – Poirots små grå celler (Poirot investigates) (H) 11 noveller
- 1926 – Dolken från Tunis (The Murder of Roger Ackroyd)
- 1927 – De fyra stora (The Big Four) (H)
- 1928 – Mysteriet på Blå tåget (The Mystery of the Blue Train)
- 1932 – Badortsmysteriet (Peril at End House) (H)
- 1933 – Tretton vid bordet (Lord Edgware dies, även Thirteen at Dinner) (H)
- 1934 – Mordet på Orientexpressen (Murder on the Orient Express)
- 1934 – Tragedi i tre akter (Three Act Tragedy)
- 1935 – Den flygande döden (Death in the Clouds)
- 1935 – ABC-morden (The A.B.C. Murders) (H)
- 1936 – Mord i Mesopotamien (Murder in Mesopotamia)
- 1936 – Korten på bordet (Cards on the Table)
- 1937 – Döden på Nilen (Death on the Nile)
- 1937 – Det stumma vittnet (Dumb Witness) (H)
- 1938 – Döden till mötes (Appointment with Death)
- 1938 – Hercule Poirots jul (Hercule Poirot's Christmas)
- 1940 – Skospännet (One, Two, Buckle My Shoe)
- 1940 – Samvetskval (Sad Cypress)
- 1941 – Mord på ljusa dagen (Evil Under the Sun)
- 1942 – Fem små grisar (Five Little Pigs)
- 1946 – Gropen (The Hollow)
- 1948 – Högt vatten (There is a Tide)
- 1952 – Mrs McGinty är död (Mrs McGinty's Dead)
- 1953 – Begravningar är farliga (After the Funeral)
- 1955 – Mord klockan fem (Hickory Dickory Dock)
- 1956 – Död mans fåfänga (Dead Man's Folly)
- 1959 – Katt bland duvor (Cat among the Pigeons)
- 1963 – Klockorna (The Clocks)
- 1966 – Tredje flickan (Third Girl)
- 1969 – Mord på Allhelgonadagen (Hallowe'en Party)
- 1972 – Långa skuggor (Elephants Can Remember)
- 1975 – Ridå - Hercule Poirots sista fall (Poirot's Last Case) (H)